# Spirostreptus malabaricus
Spirostreptus malabaricus är en mångfotingart som beskrevs av Paul Gervais. Spirostreptus malabaricus ingår i släktet Spirostreptus och familjen Spirostreptidae. Inga underarter finns listade i Catalogue of Life.